# Augusta Holmès
Augusta Mary Anne Holmès (født 18. december 1847, død 28. januar 1903) var en fransk komponist af irsk afstamning. Hun anvendte pseudonymet Hermann Zenta i begyndelsen af sin karriere. I 1871 blev Holmes fransk statsborger og lagde en accent til sit efternavn. 
Holmès skrev selv teksterne til næsten alle sine sange, oratorier, koralsymfonier og operaen La Montagne Noire (fransk for "Det sorte bjerg").
Holmès måtte ikke studere ved Conservatoire de Paris, trods sit talent for piano, så hun studerede musik udenfor alle institutioner. Hun udviklede sit pianospil under den lokale pianist Mademoiselle Peyronnet, organisten i Versailleskatedralen Henri Lambert og Hyacinthe Klosé, der viste Holmès' kompositioner for Franz Liszt. Omkring 1876 begyndte hun at studere hos César Franck.
Camille Saint-Saëns skrev et indlæg om Holmès i tidsskriftet Harmonie et Mélodie og friede til hende flere gange. Holmès giftede sig aldrig, men hun boede sammen med poeten Catulle Mendès, som hun fik fem børn med.
I 1889 fik Holmès opgaven at skrive en ode til Verdensudstillingen i Paris 1900. Ode Triomphale blev et værk, der krævede ca. 1200 musikere. Hun blev kendt som komponist af politisk programmusik, som for eksempel hendes symfoniske digte Irlande og Pologne.